# Sia-men (ostrov)
Ostrov Sia-men (čínsky v českém přepisu Sia-men tao, pchin-jinem Xiàmén dǎo, znaky 厦门岛, dříve Amoy) je ostrov v Sia-menu v provincii Fu-ťien v Čínské lidové republice. Leží v jižní části města v zálivu Tchajwanského průlivu a ze správního hlediska jej tvoří siamenské městské obvody Chu-li a S’-ming.
Plocha ostrova je bezmála 156 čtverečních kilometrů a žijí na něm bezmála dva miliony obyvatel.
U severního břehu ostrova leží mezinárodní letiště Sia-men Kao-čchi, v jižní části ostrova je hlavní kampus Siamenské univerzity.